# La Chati
Manuela Méndez Sánchez, "La Chati" (Jerez de la Frontera, 1957 - Jerez de la Frontera,  7 de abril de 2013) fue una cantaora flamenca española.

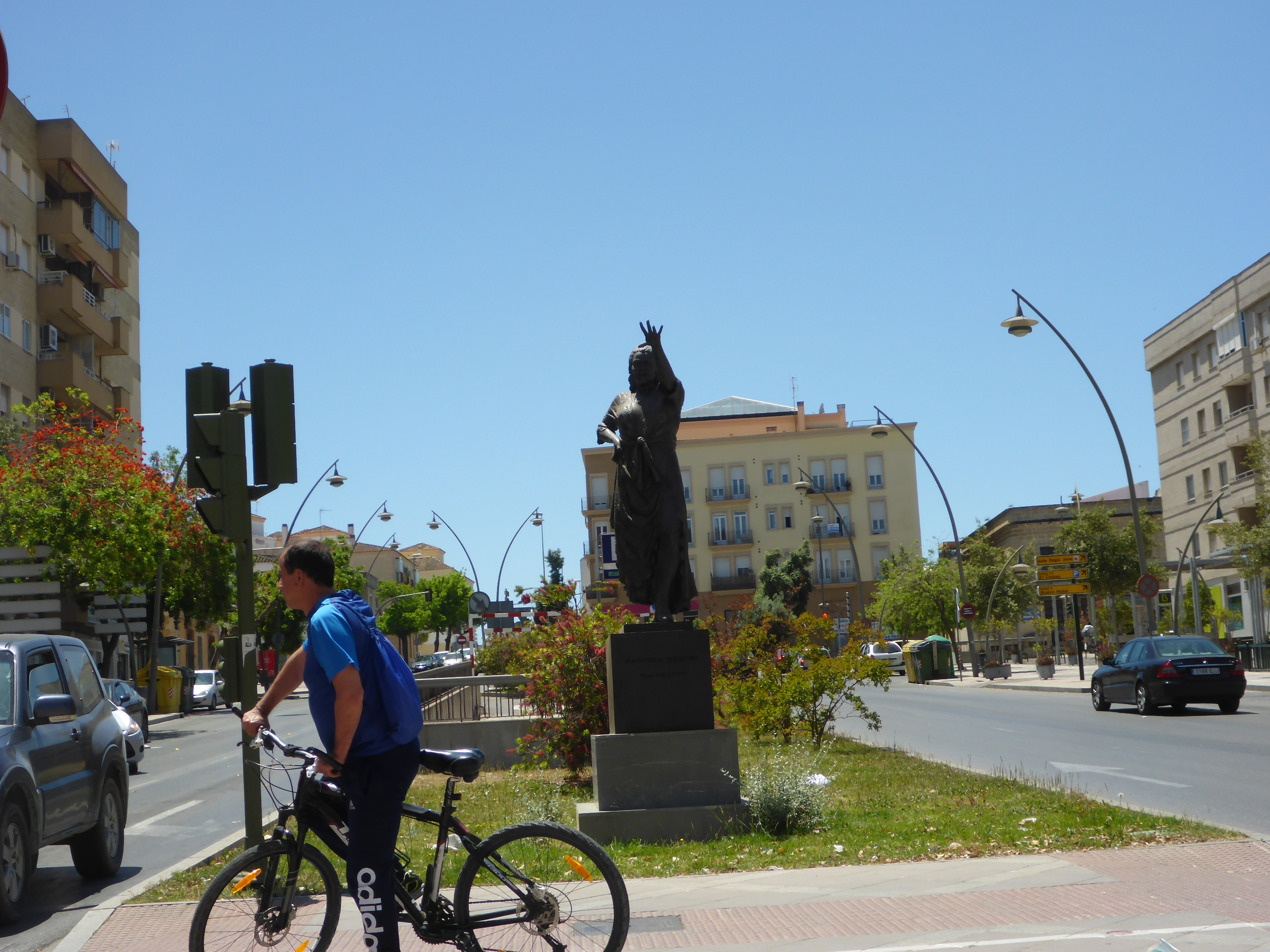
Monumento

## Biografía
Sobrina de La Paquera, nació en el Barrio de San Miguel de Jerez.
Debutó con sólo 6 años en los Jueves Flamencos. Durante su juventud participó en el dúo 'Las Paqueras', compuesto por Paca y Manuela
Jesús Méndez, su yerno, es también cantaor flamenco.

## Cante
Realizaba un cante tradicional, pero anárquico y personal sobre el tablao

## Homenajes
- Cántaro de Oro de la Peña Tío Juanichi El Manijero en 2008[4]
- Monumento de más de 2 metros de altura en su ciudad natal,[5] obra de Sebastián Santos Calero[6]